# Заборче (Підкарпатське воєводство)
Заборче (пол. Zaborcze) — село в Польщі, у гміні Пшецлав Мелецького повіту Підкарпатського воєводства.
Населення — 216 осіб (2011).
У 1975-1998 роках село належало до Ряшівського воєводства.

## Демографія
Демографічна структура станом на 31 березня 2011 року:
|          | Загалом | Допрацездатний вік | Працездатний вік | Постпрацездатний вік |
| -------- | ------- | ------------------ | ---------------- | -------------------- |
| Чоловіки | 108     | 18                 | 83               | 7                    |
| Жінки    | 108     | 17                 | 61               | 30                   |
| Разом    | 216     | 35                 | 144              | 37                   |